# Cerithiopsis althea
Cerithiopsis althea is een slakkensoort uit de familie van de Cerithiopsidae. De wetenschappelijke naam van de soort is voor het eerst geldig gepubliceerd in 1927 door Dall.